# Ceylonosticta brincki
Ceylonosticta brincki is een libellensoort uit de familie van de Platystictidae, onderorde juffers (Zygoptera).
De wetenschappelijke naam van de soort is voor het eerst geldig gepubliceerd in 1971 als Drepanosticta brincki door Lieftinck.